# Кипърска война
Кипърската война (на италиански: Guerra di Cipro) се води между Свещената лига и Османската империя в годините от 1570 до 1573 г.
Катерина Корнаро завещава Кипърското кралство на Венецианската република през 1489 г. Султан Селим II решава да завладее острова, като една легенда предава, че това било продиктувано от любовта му към кипърското вино. Преди османския десант, султанът сключил мирен договор за 7 години с император Максимилиан II (Свещена Римска империя) и освободил армията си от ангажименти в Европа. През 1570 г. Мехмед паша - Соколлу обяснил на венецианския посланик (бали), че Кипър е исторически част от османската империя, и последвали арести на венециански търговци. Накрая, на 28 март 1570 г., бил даден ултиматум, Венеция да предаде острова доброволно, за да се избегнат кръвопролития. Това бил единствения случай в историята на Османската империя през XVI век, когато османците сами разтрогвали международен договор. За целта, Шейх юл-ислямът Ходжа Челеби издал специална фетва, за да освободи от задълженията султана.
Въпреки победата си в битката при Лепанто, Свещената лига загубила битката за Кипър, а Венеция отстъпила и Улцин на османците. Морската победа с нищо не спомогнала във войната, а обсадата на Фамагуста (последната венецианска крепост на острова) завършила с публичната екзекуция на Маркантонио Брагадин и Асторе Бальони, заради упорството им и ненужните жертви от османска страна. Османските сили били под командването на Лала Мустафа паша, родственик на великия везир Соколлу. При щурма на Фамагуста загинал Малкочоглу Мехмед бей. 